# Lyngbykulturen
Lyngbykulturen är ett begrepp som skapades för ett antal senpaleolitiska fynd i Sydskandinavien och nordligaste Tyskland efter att man funnit en renhornshacka och en tångepilspets vid norra Lyngby i Vendsyssel. Föremålen antogs stamma från samma tid, yngre dryas. På typologiska grunder fördes ett antal liknande fynd till vad som kallades lyngbykulturen. Någon boplats påträffades ej vid Lyngby och "kulturen" har därför ansetts vara en så kallad teoretisk kultur. 
Liknande föremål förekommer emellertid såväl i den danska brommekulturen från allerödtid och den nordtyska ahrensburgkulturen från yngre dryas, varför begreppet lyngbykultur ej längre används.